# Інцидент з Boeing 737 над Портлендом

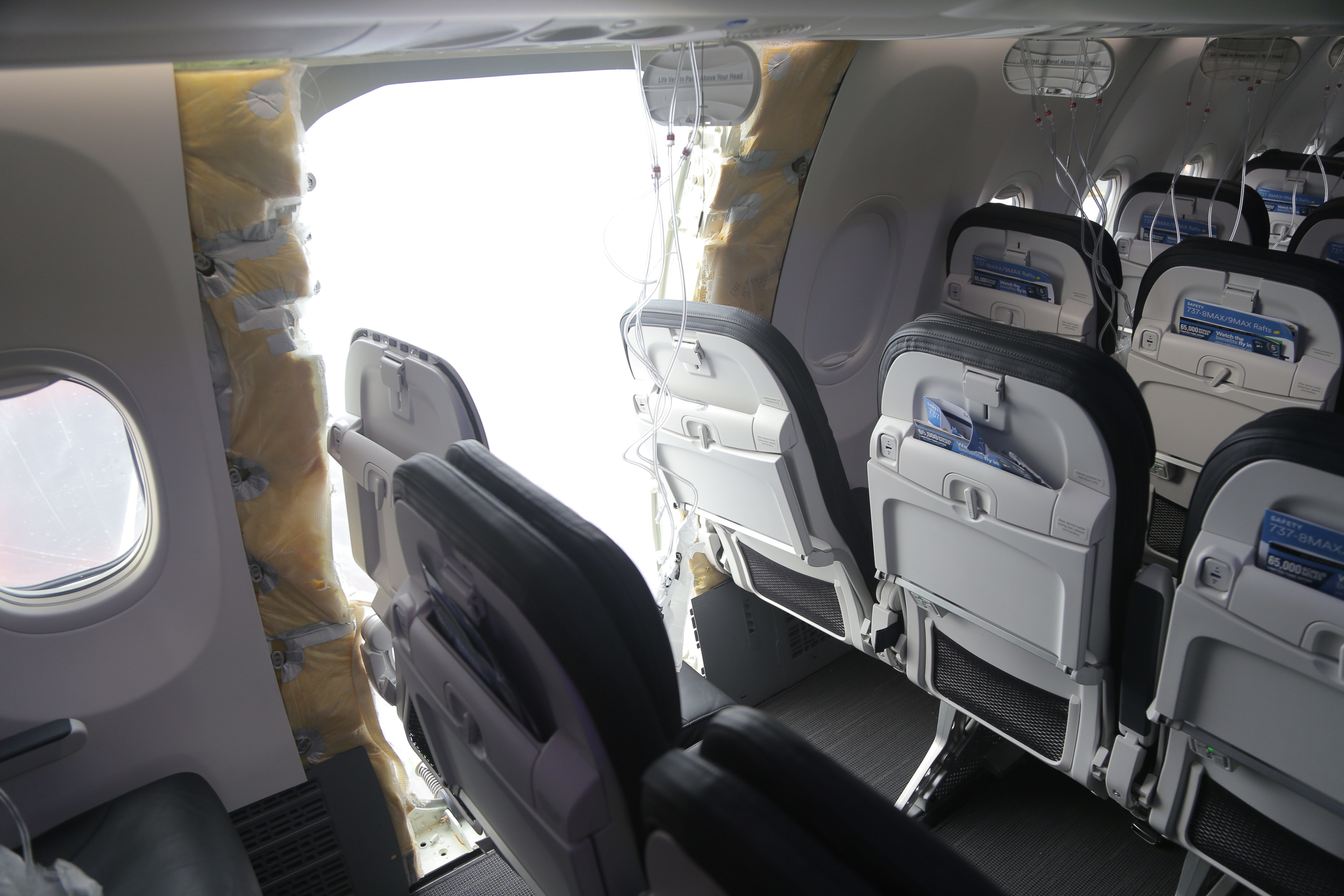
Інтер'єр салону після аварії, на якому видно відсутню дверну заглушку та пошкоджені сидіння

Рейс 1282 авіакомпанії Alaska Airlines — був регулярним внутрішнім рейсом, що виконувався авіакомпанією Alaska Airlines з міжнародного аеропорту Портленда в Портленді, штат Орегон, до міжнародного аеропорту Онтаріо в Онтаріо, штат Каліфорнія. Невдовзі після зльоту 5 січня 2024 року в літака Boeing 737 MAX 9 вибухнула заглушка дверей, що призвело до неконтрольованої декомпресії літака. Літак повернувся в Портленд для аварійної посадки. Усі 171 пасажир і 6 членів екіпажу вижили, троє отримали легкі травми. Розслідування аварії Національною радою з безпеки на транспорті (NTSB) триває. У попередньому звіті, опублікованому 6 лютого, говориться, що під час аварії були відсутні чотири болти, призначені для кріплення дверної заглушки, і що записи Boeing показали докази того, що заглушка була перевстановлена без болтів до початкової доставки літака.

## Літак і екіпаж
Йдеться про літак Boeing 737 MAX 9 (в офіційних документах FAA зазвичай згадується як модель 737-9) із серійним номером виробника 67501, лінійним номером фюзеляжу 8789 і зареєстрованим як N704AL. На момент аварії йому було близько двох місяців. На момент аварії літак мав загальний наліт 510 годин за 154 польоти.
MAX 9 має додаткові двері аварійного виходу всередині кабіни з кожного боку літака за крилами. Літаки, налаштовані на понад 189 місць, такі як MAX 9s, що експлуатуються Lion Air (220 місць) і Corendon Dutch Airlines (213 місць), потребують цих додаткових дверей і аварійних виходів, щоб відповідати нормативним вимогам щодо швидкості евакуації. На літаках з меншою щільністю конфігурації, таких як авіакомпанії Alaska Airlines (178 місць) і United Airlines (179 місць), двері не потрібні, а на їх місці встановлюються заглушки. Порівняно з дверима, що залишаються на місці, заглушка легша, пропонує повнорозмірне пасажирське вікно та не має такої складності, як двері з їх роботою та обслуговуванням. Усередині літака заглушки закриті кабінними панелями, які за зовнішнім виглядом не відрізняються від звичайної віконної панелі.